# 烏拉圭灣
烏拉圭灣（英語：Uruguay Cove），是南極洲的海灣，位於南奧克尼群島的勞里島北岸，處於潔西灣西部，在1903年由蘇格蘭探險隊繪入地圖，現時由南極條約體系管理。